# SIGMAR1
SIGMAR1 (англ. Sigma non-opioid intracellular receptor 1) – білок, який кодується однойменним геном, розташованим у людей на короткому плечі 9-ї хромосоми. Довжина поліпептидного ланцюга білка становить 223 амінокислот, а молекулярна маса — 25 128.
| 10         |  | 20         |  | 30         |  | 40         |  | 50         |
| ---------- |  | ---------- |  | ---------- |  | ---------- |  | ---------- |
| MQWAVGRRWA |  | WAALLLAVAA |  | VLTQVVWLWL |  | GTQSFVFQRE |  | EIAQLARQYA |
| GLDHELAFSR |  | LIVELRRLHP |  | GHVLPDEELQ |  | WVFVNAGGWM |  | GAMCLLHASL |
| SEYVLLFGTA |  | LGSRGHSGRY |  | WAEISDTIIS |  | GTFHQWREGT |  | TKSEVFYPGE |
| TVVHGPGEAT |  | AVEWGPNTWM |  | VEYGRGVIPS |  | TLAFALADTV |  | FSTQDFLTLF |
| YTLRSYARGL |  | RLELTTYLFG |  | QDP        |  |            |  |            |

A: Аланін

C: Цистеїн

D: Аспарагінова кислота

E: Глутамінова кислота

F: Фенілаланін

G: Гліцин

H: Гістидин

I: Ізолейцин

K: Лізин

L: Лейцин

M: Метіонін

N: Аспарагін

P: Пролін

Q: Глутамін

R: Аргінін

S: Серин

T: Треонін

V: Валін

W: Триптофан

Кодований геном білок за функцією належить до рецепторів. 
Задіяний у таких біологічних процесах, як транспорт, транспорт ліпідів, альтернативний сплайсинг. 
Локалізований у клітинній мембрані, ядрі, мембрані, клітинних контактах, ендоплазматичному ретикулумі, клітинних відростках, цитоплазматичних везикулах, ліпідних краплях, синапсах.